# كأس التميز المغربي
كأس التميز أو كأس التفوق هي البطولة كرة القدم المغربية بنظام الخروج المغلوب اطلقت عام 2024 و تنظمها العصبة الوطنية لكرة القدم الاحترافية وهي مفتوحة للاندية المحترفة من القسمين الاول و الثاني في كل الموسم.

## التاريخ
أهدافها هي دمج و تطوير اللاعبين الشباب و التعافي التدريجي بعد الفترات التوقف و الحفاظ على وتيرة المنافسة خلال الفترة تعليق الدوري. يطلب من الاندية المشاركة تسجيل عشرة اللاعبين على الأقل تحت 23 عاما في التشكيلة المباراة. و اللعب بستة اللاعبين على الأقل طوال المباراة. تبدا المسابقة بمرحلة المجموعات تتالف من ثماني المجموعات. و تستمر بمرحلة الخروج المغلوب من المبارتين تبدا بدوري ستة عشر.
في 21 يونيو 2024 اعلن الرئيس الرابطة الوطنية لكرة القدم المحترفة عبد السلام بلقشور. خلال اجتماع مجلس الادارة مع المدربي الفرق عن اطلاق كأس التميز. يتم تنظيمها تحت الرعاية الرابطة الوطنية لكرة القدم المحترفة. و ستكون مفتوحة للأندية المتنافسة في البطولةالاحترافية و الاحترافية 2 من كل موسم.
وفي يوم 3 ديسمبر,انطلقت بطولة كأس التميز الرسميا بمباراة بين نادي أولمبيك الدشيرة ونادي حسنية أكادير على الملعب أحمد فانا (2-0).

## شكل
تبدأ المسابقة بمرحلة المجموعات التي تلعب بنظام مباراتي الذهاب و الاياب. حيث تقسم ال32 الفريق الى ثماني مجموعات تضم كل منها أربع الفرق وفقا لترتيب الموسم السابق ويتم استبدال الأندية الدرجة 2 التي هبطت الى الدرجة 3 بالأندية صاعد الحديثا الى الدرجة 2. يتأهل كل فريقين في كل مجموعة الى دور الستة عشر, و الذي يلعب أيضا بنظام مبارتي الذهاب و الاياب. تلعب المباراة النهائية و المباراة تحديد المركز الثالث من المباراة الواحد.

### تسجيل اللاعب
تتميز هذه البطولة بالالزام الأندية المشاركة بتسجيل العشرة اللاعبين على الأقل دون سن 23 عام في قائمة المباريات,مع اللالزام ستة اللاعبين على الأقل دون سن 23 عاما بالمشاركة طوال المباراة. وحتى في حالة طرد لاعب دون سن 23 عاما أثناء المباراة. يجب أن تبقى هذه الحصة دون تغيير.
الحد الأقصى للاعبين المسجلين في قائمة المباراة هو عشرون لاعبا,مع تخصيص خمسة لاعبين أجانب بغض نظر عن أعمارهم. كما يطلب من الأندية توحيد الجهاز الفني لفريقها الأول.

## سجل المباريات النهائية
| No. | الموسم  | البطل               | النتيجة | الوصيف          | المركز الثالث  | النتيجة   | المركز الرابع |
| --- | ------- | ------------------- | ------- | --------------- | -------------- | --------- | ------------- |
| 1   | 2024–25 | أولمبيك الدشيرة (1) | 2–1     | الاتحاد التوركي | الرجاء الرياضي | 1–1 (4–2) | وداد فاس      |

## السجلات

#### الهدف الأول:
سجله لاعب منير كوج في مباراة أولمبيك الدشيرة ضد حسنية أكادير التي انتهت بنتيجة 2-0 لصالح أولمبيك الدشيرة.

#### الفوز الأول:
كان من نصيب أولمبيك الدشيرة بنتيجة 2-0 ضد حسنية أكادير.

#### أكبر فوز:
كانت من نصيب الوداد الرياضي بنتيجة 5-0 ضد شباب المسيرة.